# MonyetLeng Community
MonyetLeng Community är en kommun (community council) i Lesotho.     Den ligger i distriktet Thaba-Tseka, i den östra delen av landet, 140 km öster om huvudstaden Maseru.
Den består av 32 byar, varav den största, Ha Theko, hade 563 invånare vid folkräkningen 2006.